# Habitatge al carrer de la Font, 24 (Tàrrega)
L'Habitatge al carrer de la Font, 24 és una casa de Tàrrega (Urgell) inclosa a l'Inventari del Patrimoni Arquitectònic de Catalunya.

## Descripció
És un edifici, entre mitger, el qual data de principis del segle xix, però ha estat molt reformat posteriorment, sobretot la façana. Està estructurat amb tres pisos diferents: la planta baixa, la noble i les golfes. A la planta baixa destaquem la portalada principal, la qual està emmarcada amb pedra formant un arc rebaixat. El carreu central està gravat amb la data de construcció de l'edifici, 1821, i el nom de RAMONU. Aquesta porta età acompanyada d'una reduïda porta, amb llinda, al seu lateral esquerra i de dues petites finestres a la part superior. Un sòcol bastant alt ressegueix part de planta baixa finalitzant a la porta amb llinda. Pel que fa a la primera planta, s'hi obren tres balcons de forja totalment idèntics entre ells.
Per damunt de les balconades hi ha finestres ovalades a la part que suposem de les golfes. Una cornisa motllurada culmina tot l'edifici sostenint la teula àrab. El mur està arrebossat totalment i pintat de color ocre.